# Martin Lykke
Martin Lykke Nielsen er en dansk finansekspert født i 1970. Bosat i London i perioden 2006-2013 og siden da i New York. Martin Lykke har stiftet NPinvestor.dk 
Martin Lykke kommenterer løbende de finansielle markeder samt den økonomiske udvikling.
Martin Lykke og Jan F. Andersen børsnoterede i 2007 investeringsselskabet DK Trends Invest, der senere blev købt af Small Cap Danmark.
Martin Lykke har de seneste par år sammen med Erik Damgaard og det britiske børsmæglerselskab Abshire-Smith arbejdet med børsrobotter i tradingsystemet Straticator.

## Eksterne kilder og henvisninger
1. ↑  "www.NPinvestor.dk". Arkiveret fra originalen 29. oktober 2020. Hentet 23. april 2021.